# حادثة مالاري
حادثة مالاري، اختصار لمصطلح Malapetaka Lima Belas Januari, والذي يعني «كارثة الخامس عشر من يناير») عبارة عن مظاهرة طلابية وأعمال شغب وقعت أحداثها بدايةً من 16 يناير 1972. وفي إطار رد الفعل على الزيارة الرسمية لرئيس الوزراء الياباني كاكاويه تاناكا، قام الطلاب بمظاهرة يحتجون فيها على ممارسات الفساد وارتفاع الأسعار، وانعدام المساواة في الاستثمارات الأجنبية. وبعد استفزاز العملاء المحرضين المشتبه بهم، تحولت المظاهرات إلى أعمال شغب، وانتهى بها الأمر إلى مذبحة بوغروم. وأسفر الحادث بعد نهايته، عن مقتل 11 متظاهرًا وتدمير مئات السيارات والمباني.
تسببت أعمال الشغب في العديد من التغييرات. حيث أجرت حكومة النظام الجديد برئاسة سوهارتو سلسلة من الإصلاحات الاقتصادية التي تهدف إلى تحسين تمثيل الإندونيسيين الأصليين في مجال الشراكات المعقودة مع المستثمرين الأجانب، وأُجبر الجنرال سومترو (ثم نائب رئيس القوات المسلحة)، على الاستقالة، وفرضت الحكومة بعدها العديد من الإجراءات القمعية.

## الخلفية التاريخية
في بداية تطبيق النظام الجديد برئاسة سوهارتو عام 1966، حازت سياسات التنمية الاقتصادية على دعم شعبي. ومع ذلك، سرعان ما بدأت المعارضة في الظهور. ومورس الضغط على الأحزاب الوطنية الإندونيسية والأحزاب السياسية ماسيومية (الإسلامية) القوية سابقًا لاستبدال قيادتها السابقة. وأصبح ينظر إلى السياسيين المدنيين كأشخاص غير جديرين بالثقة، وبدأت تقل معها أهمية كافة سلطات الحكومة (ما عدا السلطات التنفيذية) على نحو مطرد. فاز حزب جولكار أثناء فترة رئاسة سوهارتو بـ الانتخابات التشريعية الإندونيسية، 1971 من خلال إجبار موظفي الخدمة المدنية على التصويت لصالحهم والتعهد بدفع الأموال إلى الدوائر الانتخابية الداعمة.
واستمرت إخفاقات الحكومة في التزايد. ولم تعمل خطة القضاء على الفساد، حيث كان من المأمول أن يصبح على قائمة أولويات النظام الجديد، باتجاه الفساد، بل إن العملية أصبح يغلب عليها الطابع المؤسسي. ولم يوافق النقاد على فكرة «الجنرالات الماليين»، وموظفو الجيش الذين استغلوا علاقاتهم مع الإندونيسيين الصينيين العرقيين ليصبحوا أثرياء. وتم تحديد أحد هؤلاء النقاد، سوجونو هوماردهاني، بأكثر النقاد توجهًا لإقناع الشركات اليابانية بالاستثمار في إندونيسيا. وعندما قاموا بذلك، فغالبًا ما كانوا يحصلون على ملكية كاملة للاستمارات وعقد شراكات مع الإندونيسيين الصينيين أو كبار الضباط الجيش الوطني الإندونيسي بدلاً من الإندونيسيين الأصليين. ولقد كان النجاح الذي حققته المظاهرات الطلابية التايلندية عام 1973 دافعًا لإقناع الطلاب الإندونيسيين بقدرتهم على تغيير السياسة.

## أعمال الشغب

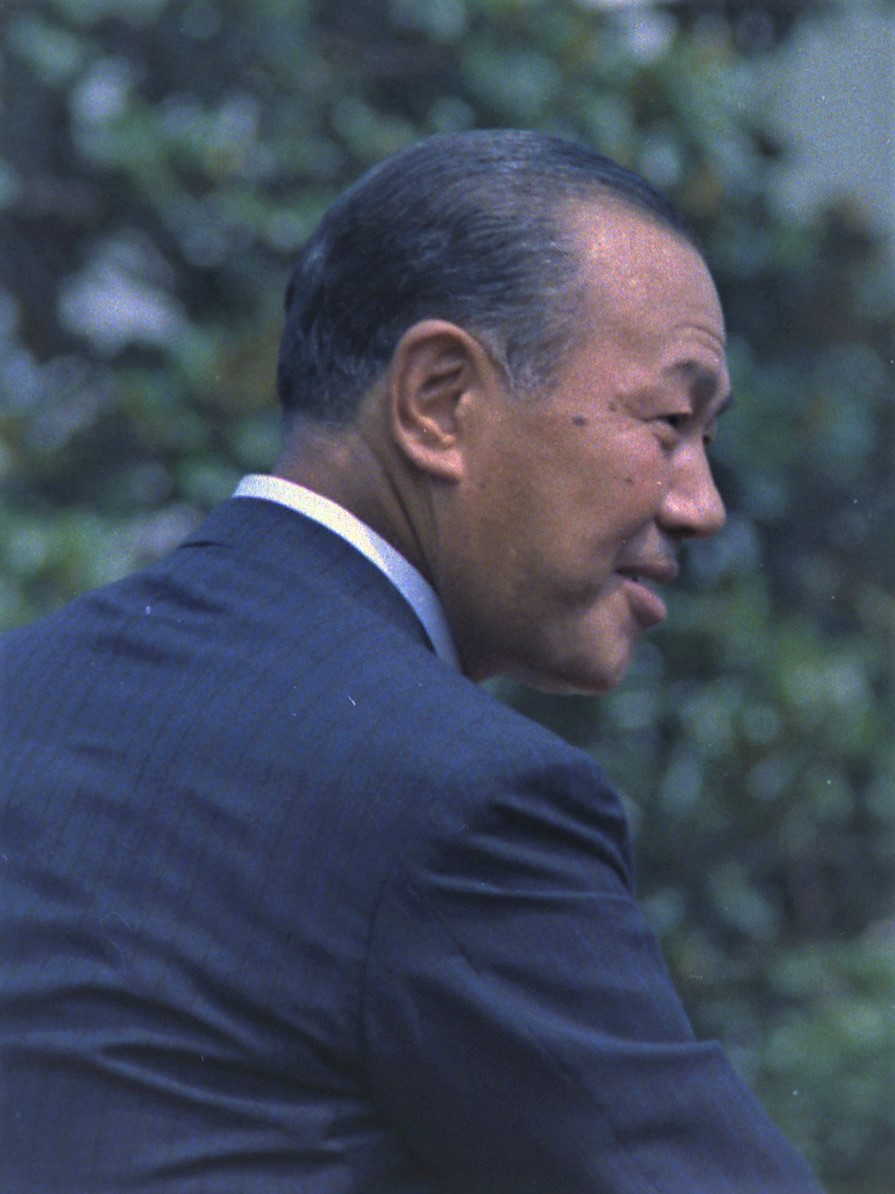
بدأت الأحداث مع زيارة رئيس الوزراء الياباني كاكويه تاناكا.

وفي يوم 14 يناير 1974، وصل رئيس الوزراء الياباني كاكويه تانكا إلى إندونيسيا في زيارة رسمية له. وبسبب غضب الطلاب من الضغوط التنافسية التي تمارسها اليابان على الشركات المحلية، قاموا بإحراق دمى لتاناكا وهومرديني خارج مكتب علي مورتوبو. ومع ذلك، لم يواجه الطلاب أي مقاومة من الجيش الإندونيسي.
وفي صبيحة اليوم التالي، تظاهر آلاف الطلاب في شوارع العاصمة جاكارتا، مطالبين بتخفيض الأسعار وإنهاء الفساد، وحل فريق المساعدين الشخصيين، اتحاد المساعدين الشخصيين للرئيس سوهارتو. وعلى الرغم من أن المظاهرات بدأت سلمية، لكن مع حلول فترة الظهيرة حولتها مجموعة من العملاء المحرضين المشتبه بهم والتابعين للقوات الخاصة إلى أعمال شغب كاملة. وكانت الحصيلة حرق مئات السيارات، كان هذا العمل في الأساس من صُنع الجانب الياباني. علاوةً على ذلك، تم نهب الكثير من المتاجر بما في ذلك "الرمز الأكثر وضوحًا للوجود الياباني في إندونيسيا، وهي وكالة أسترا لبيع السيارات ذات العلامة التجارية تويوتا بشارع سوديرمان.
بحلول المساء، تم تحويل أعمال الشغب هذه إلى مذبحة بوغروم ضد الإندونيسيين الصينيين. وجرى نهب وحرق المتاجر المتواجدة بـ جولدك، المملوكة للصينيين العرقيين، حيث كانت تمثل أكبر مجمعات للتسوق بالمقاطعة الفرعية سنين. ولم تفعل قوات الأمن شيئًا يذكر لمنع عمليات النهب، وورد أن الجنرال سوميترو قد شوهد يتحدث مع المتظاهرين بطريقة ودية. ومع ذلك، نفذت بعض القوات أوامر بإطلاق النار على الناهبين حال رؤيتهم.
في وقت لاحق من هذا المساء، دعا هارمين سيريغار، رئيس الهيئة الطلابية بـ جامعة إندونيسيا إلى إنهاء أعمال الشغب من خلال ظهور له على شاشة التليفزيون الإندونيسي، قائلًا «لم تكن هذه نيتنا». وأشير لاحقًا أن سيريغار قد توجه بمناشدة لوقف هذه الأعمال تحت وطأة الإكراه.
وفي نهاية المطاف، انتهت أعمال الشغب في اليوم التالي، عندما أطلقت قوات سلاح المشاة البحرية وقيادة القوات الخاصة وقيادة الجيش الاحتياطي الإستراتيجي النار على مثيري الشغب. وفي ذلك الوقت، كان رئيس الوزراء تاناكا قد غادر بالفعل الأراضي الإندونيسية بسبب أعمال الشغب التي نشبت. وكانت حصيلة ثلاثة أيام من الصراع الأهلي، مصرع 11 شخصًا وإصابة 17 بجروح خطيرة، وإصابة 120 بجروح طفيفة وإلقاء القبض على نحو 770 شخصًا. علاوةً على ذلك، تم إلحاق الضرر بنحو 1000 مركبة آلية وتدمير أو حرق 144 مبنى.

## آثار ما بعد الكارثة
ألقي باللوم على الجنرال سومترو، ثم نائب رئيس القوات المسلحة، لتحريض مثيري الشغب وأجبر بعدها على الاستقالة. وتم الإطاحة بمناصريه من المناصب القيادية، فأصبحوا يعملون إما سفراء أو شغلوا وظائف خاصة بشؤون العاملين. وأيد هذا التحرك «وثيقة الرمادي» التي قدمها الجنرال علي مورتوبو للرئيس سوهارتو، أحد المنافسين للرئيس سوهارتو. وألمحت هذه الوثيقة إلى أن الجنرال الذي يبدأ اسمه بحرف (س) كان يسعى لشن انقلاب في الفترة بين أبريل ويونيو 1974.
وبعد حادثة مالاري، أصبح النظام الجديد أكثر قمعًا وأسرع في التصرف عندما يبدي المواطنون أي معارضة، سواء كان ذلك من خلال المظاهرات أو وسائل الإعلام، مع حرمانهم من أي «شراكة» هشة كانوا قد حصلوا عليها يومًا. وفي هذا الإطار، تم إلغاء تصاريح النشر والطباعة لإحدى عشرة صحيفة وجريدة، ومن بينها صحيفة إندونسيا رايا. كذلك، تم اعتقال صحفيين مثل مختار لوبيس، دون محاكمة. ثم تم البدء في اتخاذ إجراء بإدراج الصحفيين المخالفين على القائمة السوداء، مع خسارتهم لكافة فرص العمل تقريبًا.
في خلال الأسبوع الذي شهد حادثة مالاري، اقترح النظام الجديد حزمة من اللوائح تهدف إلى تعزيز المصالح الاقتصادية لـ الإندونيسيين الأصليين. ولقد حازت تلك الخطة على استحسان النقاد والجمهور الصامت، حيث بموجبها يتم عقد شراكات بين المستثمرين الأجانب والإندونيسيين الأصليين فضلًا عن استخدام نظام الأوراق المالية الإندونيسية المخطط، والذي يلزم المستثمرين المحتملين بتقديم خطة تستهدف ملكية الأغلبية المستقبلية للإندونيسيين الأصليين. ومع ذلك، على مستوى الممارسة العملية، لم تطبق هذه الخطة بشكل صارم.
ورسميًا تم حل فريق المساعدين الشخصيين. ومع ذلك، لاحقًا تم ترقية علي مورتوبو رئيس فريق المساعدين الشخصيين ليتولى منصب رئيس وكالة الاستخبارات الحكومية الإندونيسية وظل باقي المساعدين جميعهم يعملون كمستشارين موثوق بهم

## ردود الفعل
لقد تلقت حكومة النظام الجديد «صدمة اجتاحتها بالكامل» من خلال عجزها عن التعامل مع أعمال الشغب أثناء زيارة تاناكا. ويعتقد جيفري وينترز أن الخوف الأكبر من السياسيين الإندونيسيين في ذلك الوقت كان يتمثل في انتفاضة يقوم بها ملايين الفقراء في المناطق الحضرية والريفية.